# Hausen (Mayen)

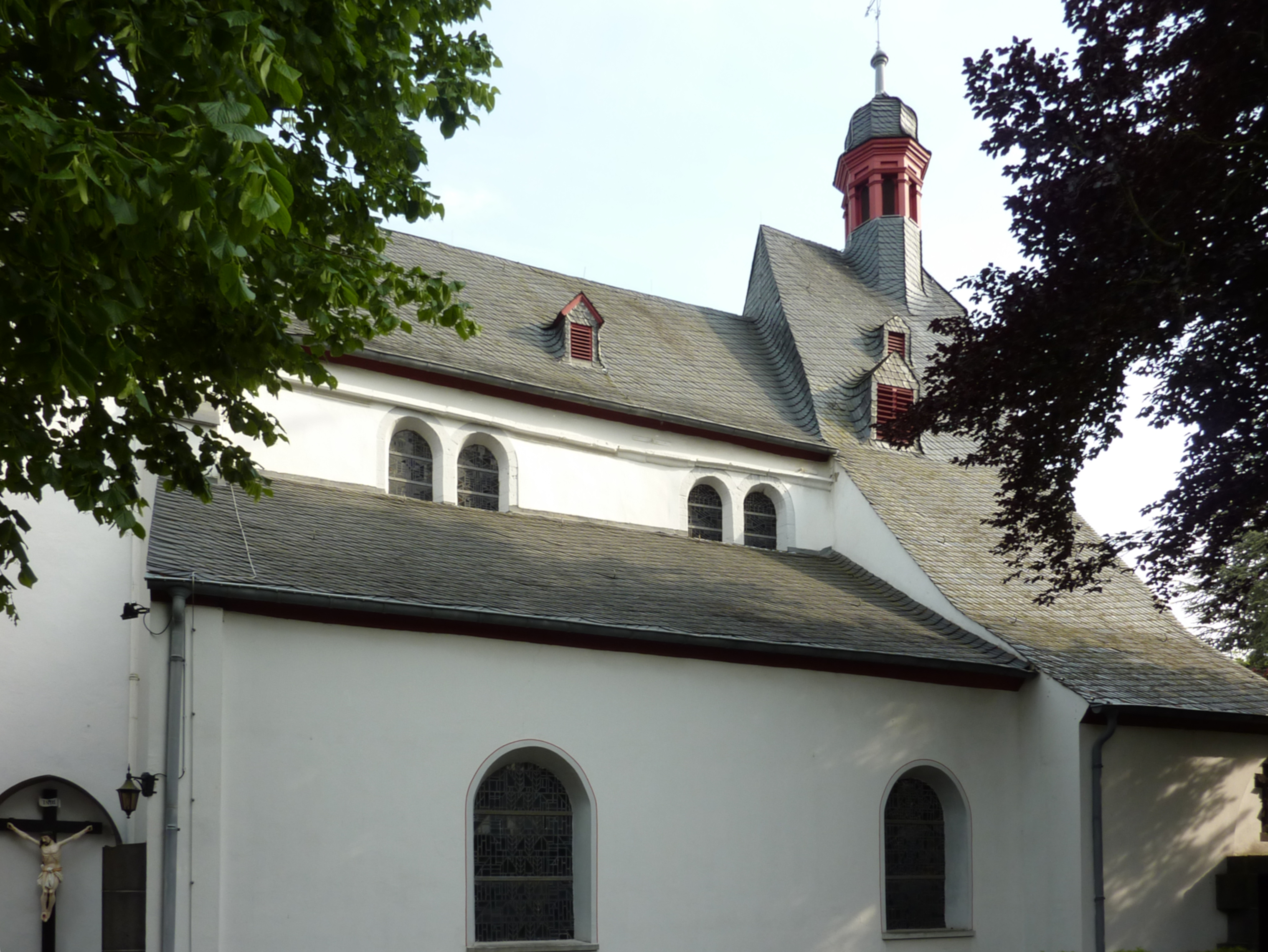
Pfarrkirche St. Silvester

Hausen (ⓘ) ist seit 1970 ein Stadtteil bzw. ein Ortsbezirk der Stadt Mayen im nördlichen Rheinland-Pfalz. Mit rund 1700 Einwohnern ist er der größte Stadtteil von Mayen. Zu Hausen gehört der Ortsteil Betzing, sowie die Wohnplätze Grube Glückauf, Im Nettetal, Mosellaschacht, Nettehof, Wölwerhöfe, Zährensmühle I und II.

## Lage und Verkehrsanbindung
Hausen liegt etwa drei Kilometer östlich der Kernstadt Mayen an der L 98. Am westlichen Ortsrand führt die B 262 vorbei, zweieinhalb Kilometer südöstlich verläuft die A 48.
Bereits 1699 wurde in Hausen eine Poststation ausgewiesen; Mayen folgte 1816. Mit Eröffnung der Bahnlinie am 12. November 1904 wurde der Transport der Briefe zwischen Mayen und Hausen von der Postkutsche auf die Bahn umgestellt. 1958 folgte die Verlagerung der Postbeförderung von der Bahn auf die Straße.

## Kirche St. Silvester
Der Ursprung der katholischen Kirche St. Silvester ist Ende des 12. Jahrhunderts anzunehmen; es war eine zweischiffige Pfeilerbasilika mit halbrundem Chor. Ein Pfarrer von „Huyssen“ ist um 1330 erstmals genannt. In der Zeit um 1330 bis 1340 wurde der romanische Chor niedergelegt, das Kirchenschiff verlängert und der hochgotische Chor mit Fünfachtelschluss gebaut. Wahrscheinlich wurde in dieser Zeit auch das Seitenschiff abgerissen, sodass die Kirche fortan einschiffig war. 1932 erhielt sie die heutigen, von dem Kölner Architekten Willy Weyres entworfenen Seitenschiffe. Auffallend ist das im Westen erhaltene kleine Stück des älteren Dachs, das wegen des Giebels deutlich höher belassen ist als das Dach der übrigen Kirche. Der Dachreiter mit welscher Haube über dem Westgiebel wurde 1668 errichtet.
Zur Ausstattung der Kirche gehört vor allem ein barocker Hochaltar aus Holz mit einer Mensa aus Tuff. Er zeigt eine in Öl auf Leinwand gemalte Darstellung der Himmelfahrt Mariens, wahrscheinlich eine Arbeit aus dem frühen 18. Jahrhundert. In der Bekrönung des Altars steht eine etwa 65 Zentimeter hohe Statue des heiligen Silvester. Der Tabernakel stammt aus neuerer Zeit. Im Zuge der Renovierung 1932 wurde der Altar in ein Seitenschiff versetzt. Der heutige Gemeindealtar ist von 1979.

## Tradition
Nach einer jahrhundertealten Sage soll Papst Silvester I. († 335) einst auf dem Weg von Rom nach Trier durch Hausen geritten sein, wo sein Pferd ein Hufeisen verlor. Der Huf wurde in Hausen neu beschlagen, und das später wiedergefundene Eisen fand in der Kirche einen würdigen Platz. An diese legendäre Begebenheit erinnert alljährlich am 31. Dezember der Silvesterritt. Reiter aus Hausen und Umgebung treffen sich an der Kirche St. Silvester, wo der Pfarrer sie und ihre Pferde mit Weihwasser segnet. Anschließend reiten sie – angeführt vom Pfarrer im liturgischen Gewand und ebenfalls hoch zu Ross – dreimal rund um die Kirche, bevor ein feierlicher Gottesdienst beginnt.
Sollte die Legende einen geschichtlichen Hintergrund haben, müsste Hausen rund 1700 Jahre alt sein.

## Politik

### Ortsbezirk
Hausen ist gemäß Hauptsatzung der Stadt Mayen als einer von vier Ortsbezirken festgelegt und hat einen Ortsvorsteher und einen Ortsbeirat. Der Ortsbezirk umfasst neben der eigenen Gemarkung noch zusätzlich die Straße „Am Sürchen“.

### Ortsbeirat
Der Ortsbeirat besteht aus neun Ortsbeiratsmitgliedern. Bei der Kommunalwahl am 9. Juni 2024 wurden die Beiratsmitglieder in einer personalisierten Verhältniswahl gewählt. Die Sitzverteilung im gewählten Ortsbeirat:
| Wahl | SPD | CDU | FDP | FWM | Gesamt  |
| ---- | --- | --- | --- | --- | ------- |
| 2024 | 5   | 2   | –   | 2   | 9 Sitze |
| 2019 | 5   | 3   | –   | 1   | 9 Sitze |
| 2014 | 5   | 4   | –   | –   | 9 Sitze |
| 2009 | 4   | 4   | 1   | 0   | 9 Sitze |
| 2004 | 4   | 4   | 1   | –   | 9 Sitze |

- FWM = Freie Wähler Mayen e. V.

### Ortsvorsteher
Sven Weber (SPD) wurde am 9. Juli 2024 Ortsvorsteher von Hausen. Bei der Direktwahl am 9. Juni 2024 war er als einziger Bewerber mit einem Stimmenanteil von 75,1 % für fünf Jahre gewählt worden.
Sein Vorgänger Karl-Josef Weber (SPD) hatte das Amt seit 2008 inne und kandidierte 2024 nicht erneut als Ortsvorsteher.